# Strzelba USAS-12
USAS-12 to południowokoreańska strzelba automatyczna skonstruowana pod koniec lat 80 XX wieku, broń produkowana była przez spółkę koncernu Daewoo.
USAS-12 działa na zasadzie odprowadzania gazów prochowych z przewodu lufy, ryglowanie następuje przez obrót zamka. Zastosowano dość długi ruch zamka, lufa została umieszczona stosunkowo nisko aby zmniejszyć podrzut. Broń zasilana jest z pudełkowych magazynków jednorzędowych na 10 naboi lub magazynków bębnowych mieszczących 20 naboi (początkowo magazynki pudełkowe mieściły 12, a bębnowe 28 naboi), tylna część magazynka bębnowego może być wykonana z półprzezroczystego tworzywa sztucznego. Kaliber USAS to wagomiar 12, komora nabojowa ma długość 70 mm. Kolba stała, chwyt pistoletowy oraz łoże zostały wykonane z tworzywa sztucznego. Podstawa muszki znajduje się nad rurą gazową, celownik mechaniczny został zamontowany na chwycie transportowym. Strzelba posiada mechanizm spustowy z przełącznikiem rodzaju ognia, dźwignia przełącznika znajduje się nad chwytem pistoletowym po obu stronach broni. Przełącznik rodzaju ognia pełniący również funkcję bezpiecznika umożliwia strzelanie ogniem pojedynczym oraz ciągłym. Osobny chwyt odciągający zamek dostosowany jest zarówno do strzelców prawo, jak i leworęcznych (może być przeniesiony na obie strony broni), znajduje się po bokach łoża przy lufie, jest nieruchomy podczas strzelania. Może być jednak zablokowany w tylnym położeniu poprzez wciśnięcie chwytu w kolisty występ przy komorze nabojowej, a zwalniany jest gdy przesunie się go na prowadnicę rączki zamkowej.
USAS-12 jest ciężką oraz skuteczną strzelbą, która dzięki zasilaniu z wymiennych magazynków posiada bardzo dużą szybkostrzelność praktyczną.